# Santa Cruz de Yanguas
Santa Cruz de Yanguas ist eine Gemeinde (municipio) mit 56 Einwohnern (Stand: 2024) im Nordosten der spanischen Provinz Soria in der Autonomen Gemeinschaft Kastilien-León. Neben dem namensgebenden Hauptort Santa Cruz de Yanguas gehören die Ortschaften Valecantos und Villartoso zur Gemeinde.

## Lage und Klima
Santa Cruz de Yanguas liegt in der Sierra de Alba im Norden der Provinz Soria in einer Höhe von ca. 1205 m. Die Entfernung zur südwestlich gelegenen Provinzhauptstadt Soria beträgt ca. 35 km (Fahrtstrecke). Das Klima ist gemäßigt; Regen (ca. 777 mm/Jahr) fällt überwiegend im Winterhalbjahr.

## Bevölkerungsentwicklung
| Jahr      | 1970 | 1981 | 1991 | 2001 | 2011 | 2021 |
| Einwohner | 108  | 59   | 71   | 61   | 73   | 62   |

Die zunehmende Mechanisierung der Landwirtschaft sowie die Aufgabe von bäuerlichen Kleinbetrieben und der daraus resultierende Verlust an Arbeitsplätzen haben in hohem Maße zu dem deutlichen Bevölkerungsrückgang seit der Mitte des 20. Jahrhunderts beigetragen.

## Sehenswürdigkeiten

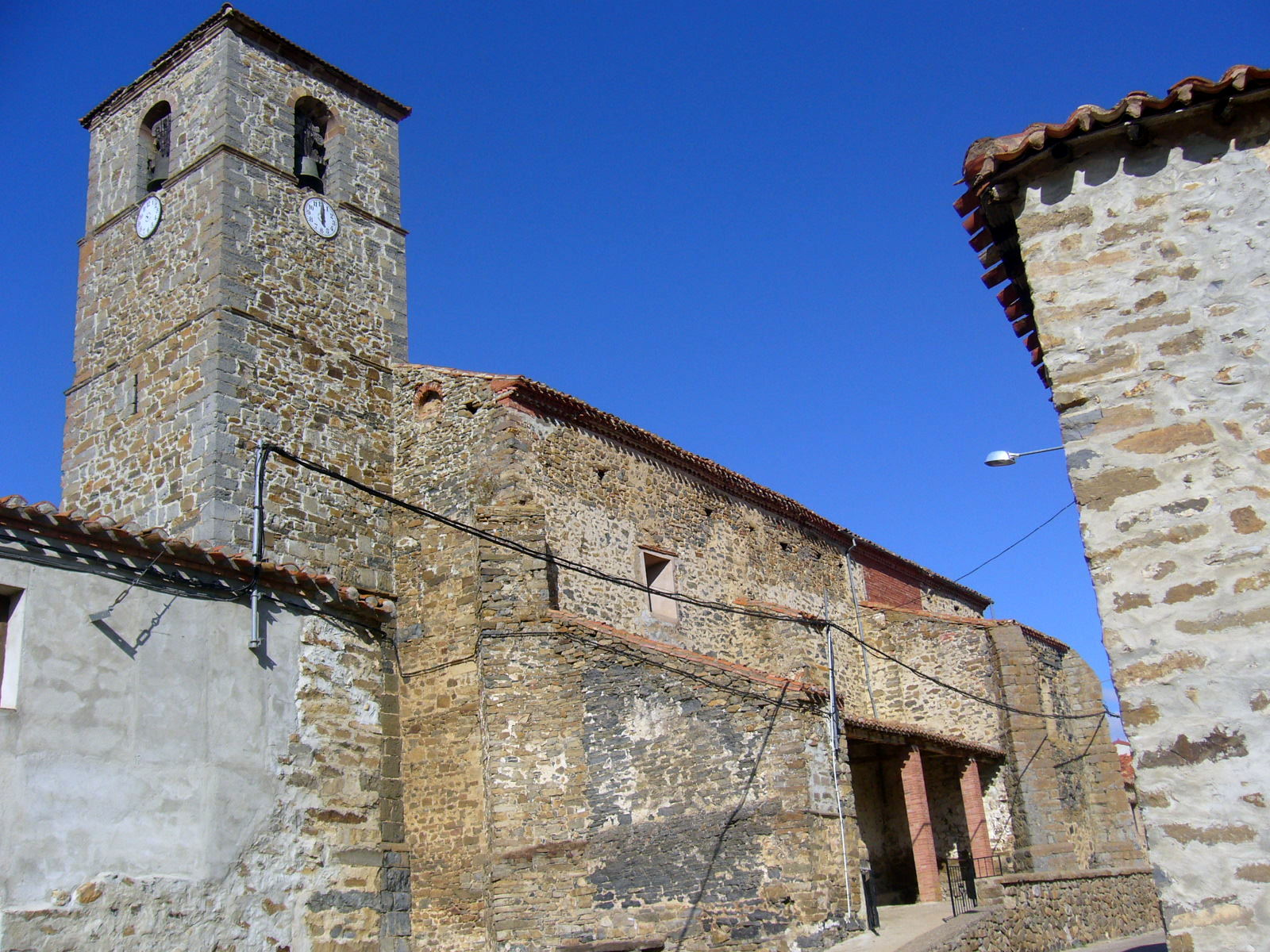
Trinitätskirche
- Dinosauriermuseum

- Trinitätskirche